# Fritz Weiss (Musiker)
Fritz bzw. Bedřich Weiss (* 28. September 1919 in Prag; † 4. Oktober 1944 im KZ Auschwitz) war ein tschechoslowakischer Swing-Bandleader der Ghetto Swingers im KZ Theresienstadt.

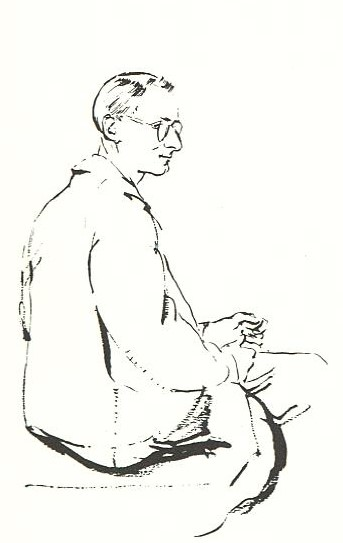
Peter Kien: Bedřich Weiss in Theresienstadt

## Leben
Weiss war früh ein Swing-Fan und spielte Trompete, als er noch Schüler an der International English Grammar School in Prag war. Als nach der Besetzung durch die Deutschen 1939 viele Schulen und Universitäten geschlossen wurden, wurden aus Studenten vielfach professionelle Jazzmusiker. Auch die Emil Ludvík Band, deren musikalischer Leiter und Arrangeur Weiss insgeheim war (als Jude durfte er das nicht offiziell sein und nicht einmal öffentlich auftreten), entstand aus diesen Studenten- und Schülerbands. Die Band machte 1941 auch Aufnahmen mit den Arrangements von Weiss. Am 4. Dezember 1941 wurde Weiss nach Theresienstadt deportiert, konnte aber den Kontakt mit seinen alten Bands in Prag aufrechterhalten und Arrangements austauschen. So konnte er auch noch für das Orchester von Karel Vlach schreiben, das seine aus dem Ghetto geschmuggelten Arrangements auf Platte aufnahm. Im Ghetto Theresienstadt gründete er 1942 das „Jazz-Quintett-Weiss“ und leitete die Anfang 1943 von Erich Vogel gegründeten Ghetto Swingers, in der auch ehemalige Mitspieler aus Prag waren. Die Duldung derartiger kultureller Aktivitäten in Theresienstadt sollte Besuchern aus dem Ausland humane Haftbedingungen in Konzentrationslagern vorgaukeln. Für den 1944 in Theresienstadt unter der Regie von Kurt Gerron gedrehten Film, der später auch als „Der Führer schenkt den Juden eine Stadt“ bekannt wurde, spielten die „Ghetto Swingers“ die Musik ein.
In den „Ghetto Swingers“ spielten Pavel Kohn, Gokkes und Erich Vogel Trompete, Fritz Taussig Posaune, Fritz Weiss Klarinette, Vodnansky Altsaxophone, Donde Tenorsaxophon, Pavel Libenský Bass, Nettl Klavier, Frenta Goldschmidt Gitarre und Coco Schumann Schlagzeug. Außerdem spielten im Lauf der Zeit noch mit der Pianist Brammer, der Schlagzeuger Kurt Bauer, der Bassist Fasal, Fredy Mautner an der Posaune (1943), Langer an der Klarinette und dem Tenorsaxophon, Jetti Kantor (Geige) und Fredy Haber (Tenor).
1944 wurde Weiss nach Auschwitz deportiert. Angeblich schloss er sich bei der Selektion auf der Rampe seinem alten Vater an, der als „arbeitsunfähig“ in die Gaskammern geschickt wurde.
Als Nachfolger von Weiss hatte 1944 Martin Roman die Leitung, der auch ein Kabarettprogramm für Theresienstadt schrieb („Karussell“).

## Diskographie
- In Defiance of Fate – Compositions arranged by Fritz Weiss for the Emil Ludvik Orchestra, Jüdisches Museum Prag (30 Aufnahmen von 1940 bis 1941)